# Michel Goemans
Pour les articles homonymes, voir Goemans.
Michel Xavier Goemans, né en décembre 1964, est un professeur américano-belge de mathématiques appliquées au MIT. Il est connu entre autres, pour l'introduction de l'optimisation semi-définie positive dans le contexte des algorithmes d'approximation, plus précisément pour le problème de la coupe maximum dans un graphe (Goemans et Williamson 1995). Il reçoit le prix Fulkerson en 2000 et le prix Farkas en 2012, pour « ses importantes contributions au design et à l'analyse des algorithmes d'approximation »,.

## Carrière académique
Goemans a fait sa thèse avec Dimitris Bertsimas. Il a notamment dirigé les thèses de Jon Kleinberg et Aleksander Mądry.
Il a reçu le prestigieux prix Fulkerson en 2000,. Il est devenu membre de l'Association for Computing Machinery en 2008.
En 2012 Goemans reçoit le Prix Farkas. 
En 2021, il reçoit le prix George-B.-Dantzig avec Hédy Attouch. En 2022 il est lauréat du AMS Steele Prize for Seminal Contribution to Research avec David Williamson, pour leur article "Improved Approximation Algorithms for Maximum Cut and Satisfiability Problems Using Semidefinite Programming," (publié en 1995 dans le Journal of the ACM).